# Koganoli, Chikodi
Koganoli là một làng thuộc tehsil Chikodi, huyện Belgaum, bang Karnataka, Ấn Độ.